# Glenea vagemaculipennis
Glenea vagemaculipennis é uma espécie de escaravelho da família Cerambycidae. Foi descrita por Stephan von Breuning em 1961.